# Punk medallo
El Punk medallo es un movimiento social y contracultural que surgió en Medellín, Colombia, en la década de los 80 promovido por los sonidos del punk proveniente de Estados Unidos y Europa, principalmente del punk vasco, y caracterizado por ser un período en el que se crearon bandas icónicas del punk en Colombia como respuesta a la violencia política y social que se vivía en la ciudad en la época.

## Orígenes y contexto cultural
En los años 80, el rock se hizo popular y comenzó a ser parte de la cultura musical de Medellín, géneros como el blues rock, el hard rock, el rock sinfónico y el heavy metal dieron inicio a una oleada de jóvenes ávidos de nuevas propuestas musicales. El punk llegó con una fuerza renovadora cargada de sonidos expresivos que promovían la libertad, la revolución y la independencia, además de proponer una ruptura en los estereotipos tradicionales de la moda.
En un momento en el que la política del país convulsionaba, dadas las luchas entre partidos políticos, el aumento del narcotráfico en Colombia y la corrupción, Medellín también lo hacía. Tras años prósperos en la industria textil y la economía, finalmente la ciudad llegó a una debacle que no tardó en agudizarse, cuyos síntomas se reflejaron en desempleo, desigualdad social y criminalidad. La realidad que enfrentó Medellín contradijo las expectativas de futuro y modernidad sobre las que se forjó el imaginario de progreso de la ciudad. El aumento en los niveles de violencia derivados de la crisis social alcanzó su máximo en la década de los 80 y la juventud se vio seriamente implicada en el fenómeno. El desarrollo del sicariato propiciado por el narcotráfico se impuso como una opción de subsistencia para los jóvenes de las comunas de Medellín; sin embargo, aquellos que se resistieron a la violencia lo hicieron por medio de la música.
El punk llegó como un sonido renovador que reflejaba las problemáticas sociales en otros lugares del mundo y que encajaba con lo que se vivía en Medellín, un sonido que sirvió de expresión para los jóvenes que necesitaban una voz para canalizar las injusticias derivadas de fenómenos sociales complejos de una guerra en la que no querían participar. El no futuro se vislumbraba para los jóvenes, en especial de estratos bajos, que habitaban una ciudad en la que la violencia se volvió cotidiana, en la que los prejuicios hacia ellos se generalizaban, en la que afrontaban el desempleo y la falta de educación, y en la que la delincuencia enfilaba cada vez a más personas. Y fueron precisamente ellos, los jóvenes menos favorecidos, los excluidos de la élite, los que mostraron el descontento a través del punk. El punk fue la forma de reaccionar frente a la violencia y, más tarde, sería su identidad.

## Características del Punk medallo
El rock ya se escuchaba en Medellín desde los años 60. Las clases altas y media habían propiciado la difusión de la música creada en otros países dado que contaban con posibilidades económicas que les permitían acceder a ella y fue precisamente por medio de estas que se divulgaron los primeros discos y noticias de prensa con información sobre el movimiento musical en el mundo. La influencia de la cultura estadounidense, en especial en las clases altas, promovió un escenario en el que el hipismo y el nadaísmo se tomaron parte de la juventud, pero otra parte de ella, de sectores menos favorecidos de la ciudad, reclamaba discursos más fuertes y contestatarios. El rock que se escuchaba a finales de los setenta no representaba, para los jóvenes de barrios populares, las nuevas dinámicas sociales y fue este aspecto, precisamente, el que lo llevó a un período de agotamiento en el que el punk y las nuevas bandas de metal pesado fueron el detonante para el escape.
A finales de los 70, bandas como Fénix, Carbure y Nash (banda) representaban el rock duro local. De Sobredosis, banda de rock vieja guardia, nacieron Nash y Complot, esta última se convirtió en la primera banda en decidirse por sonidos punk mediante covers de Sex Pistols y The Clash. La tendencia en ese momento fue interpretar canciones de grupos extranjeros que se hicieron icónicos en la ciudad, pero la primera agrupación en lograr un éxito local y en lengua hispana en Medellín fue Carbure con su canción El faltón. Al tiempo, la ciudad fue testigo de la aparición de reuniones de roqueros en los barrios que tomaron la estética rock para apropiarla y se da inicio al intercambio de música que trazaría una cultura de fraternidad, de grupo social.

## El sonido local
Para el año 83, la banda Parabellum, con tendencia al ultrametal, orientó el discurso de denuncia social que sirvió de base para las bandas locales de punk que se crearon en la década. Más tarde, el metal y el punk presentan una ruptura en la que la calidad de la interpretación era el principal interés para los metaleros, mientras que para los punkeros era la protesta social a través del discurso. y un ritmo musical básico, de tres acordes, duración corta, pocos arreglos e instrumentos.
Los lados noroccidental y nororiental de Medellín fueron los principales testigos del Punk medallo. En los barrios Castilla, Aranjuez, Buenos Aires, Manrique y Villa Hermosa surgió el punk como un movimiento contracultural y underground, estos lugares se caracterizaban por su tradición obrera al ser ocupados por trabajadores de las principales industrias del sector textil de la ciudad, además de contar con estigmas dada la posición social y económica de sus habitantes. Durante el año 84, en estos sectores, se crearon las primeras bandas locales de punk: P-ne, Mutantex, Pestes, NN, Sociedad Violenta, Sociedad Podrida, Imagen, Futuro Simple, Pichurrias, BSN, No, Los Podridos, entre otras, algunas de ellas aún activas. Para estas bandas, las letras de las canciones eran el bastión con el que podían narrar la historia que vivían:

Quien está matando nuestra gente. Cuál es la razón de tanta muerte. Por qué se ha perdido
el respeto por la vida. Cuándo acabará esta guerra incivil.
BSN, La ciudad morgue

.

Se me perdió la vida. Por favor no la encuentren. Estoy harto de llorar. Con el rostro entre las manos.
Denuncia Pública, Por favor

.

## Hazlo tú mismo en el Punk medallo
Para los punkeros el sonido “imperfecto”, contrario a ser un obstáculo para la creación musical, brindaba un carácter auténtico a la música. Los jóvenes que integraban estas bandas, al hacer parte de sectores menos favorecidos económicamente, debían encontrar alternativas para adquirir los instrumentos musicales, para aprender música y difundir sus creaciones; muchos de ellos desarrollaron el talento musical de manera empírica, construyeron los instrumentos a partir de elementos con los que contaban, como canecas de basura, radiografías y parches de cuero, diseñaban guitarras y baterías hechizas, destinaban los sótanos de las casas para llevar a cabo los ensayos, hacían conciertos en lugares no convencionales y personalizaban la ropa. El hazlo tú mismo y la autogestión son dos conceptos inalienables del Punk medallo. Las primeras memorias sonoras de las bandas se hicieron en casete, autograbadas y autofinanciadas, se difundían entre los jóvenes y propiciaban redes de divulgación, la circulación de la música se daba a través del trueque, al intercambio de casetes de mano en mano. En el Punk medallo el hazlo tú mismo se basaba en la colaboración, en la producción colectiva. Los jóvenes del movimiento implementaron prácticas de circulación en las que la piratería, manifestada en la regrabación e intercambio de casetes, no eran percibidas como faltas a los derechos patrimoniales, sino como actitudes de compromiso con la escena punk que permitían, además, el empoderamiento cultural de los jóvenes.
En el 86 salió a la luz una producción musical derivada de Rodrigo D No futuro, demo grabado en casete cuyo nombre hace honor al movimiento Punk medallo que recogió canciones de las bandas Mutantex, NN, Pichurrias, Peste, P-ne, Anarkia, No y Los Podridos. La película narra la historia de un joven de un barrio popular en Medellín que soñaba con tocar la batería en una banda de punk mientras la ciudad se sumerge en una violencia inconmensurable. La banda sonora de Rodrigo D congregó a varios de los grupos de punk de Castilla y marcó un precedente para el cine colombiano y para el punk hecho en Medellín al reconocerlo como un movimiento contracultural, autónomo y social, a pesar de que algunas bandas criticaron la coexistencia, dentro de la película, de los jóvenes punk con los actores armados. A partir de este año, sobrevino una próspera etapa discográfica que se manifestó en otras producciones musicales.
Hacia el 89 el disco La Ciudad Podrida reunió a ocho grupos de punk y, posteriormente, aparecieron los primeros EP de bandas como I.R.A., Imagen, Raxis y Sociedad Violenta, varios compilados y demos que recogen la memoria sonora del Punk medallo grabadas en estudios de la ciudad en la que se solían grabar otros géneros musicales y para cuyos ingenieros de sonido el punk suponía un reto para registrar.
La década fue también la era de los primeros conciertos punk en Medellín. En espacios no adecuados para eventos como terrazas, lugares abandonados y casas, se realizaron toques que se caracterizaron por la autogestión y el rechazo de parte de la ciudad. El primer concierto se llevó a cabo en el barrio Buenos Aires, en un espacio contiguo a una iglesia, cuya duración fue de solo un par de canciones de la primera agrupación debido a la irrupción de la Policía. A pesar del primer intento fallido de ese concierto punk, en los años posteriores, las bandas lograron consolidar una escena que se nutrió de conciertos por los barrios de Medellín.

## Bandas del Punk Medallo
- Antioquia Podrida
- antitodo
- Averxión
- BSN (Bastardos sin Nombre)
- Censura
- Denuncio
- Desahogo
- Desastre
- Desastre Capital
- Dexkoncierto
- Fértil Miseria
- G.P.
- HDT
- HPHC
- Humano X
- Imagen
- IxRxA (Infexion Respiratoria Aguda)
- KDH (Kaso de Homicidio)
- La misma Porkeria
- Los Restos
- Mutantex
- Pestes
- P-ne
- Rasix
- Restos de tragedia
- Sociedad violenta
- Mundo Depresivo
- Los Falsos Dandys

## Punk medallo en elsigloXXI
Una de las características del Punk medallo es su capacidad de sobrevivencia. Algunas de las bandas que surgieron en los 80 están aún activas y han conservado la esencia de aquellos años en los que expresaban el descontento social. A pesar de ser una escena surgida en los barrios populares, el paso de los años y la trascendencia del movimiento social han sabido rendirles homenaje a sus creadores. El Punk medallo ha sido objeto de múltiples estudios investigativos, periodísticos y académicos, continúa siendo el invitado principal de seminarios, charlas y conversatorios de entornos académicos y culturales, su discografía cruzó fronteras hasta difundirse y comercializarse en otros países, se han creado recorridos por las zonas más representativas de los barrios en la época y los grupos son invitados a festivales y conciertos. En definitiva, el Punk medallo es un movimiento actual que continúa influenciando la música local, que propende por salvaguardar la memoria, y que expone, desde las entrañas de una ciudad, cómo sobrevivir por medio del arte. Aún Crece por medio del inconformismo y por agrupaciones más subterráneas géneros Punk H.C o Punk Hardcore, Crust Punk, Grindcore, D-beat, con bandas fuertes que aun siguen en la actualidad como Dexefreno, Dexconcierto, IRF, Fabrikando Kaos, En carne propia, Lucha Nezia, Dixkropxia, Sociedad Dekadente, Herpes, Gonorrea de Banda, Organismos, Brume, Demencia Xenil, Asonada punk, Profanatorio del colectivo Grindcore Comuna 13 de Medellín con sus bandas one man, Exheqution, Galactorrea, Crisis total, siempre autogestionando eventos por la ciudad.